# Пеквот
Пеквоти или Пиквоти, Пекуоти (енгл. Pequot /ˈpiːˌkwɒt/) су алгонквински народ, који је у 17. веку насељавао велики део данашње америчке државе Конектикат. Пеквоти су говорили пеквотским дијалектом мохиганско-пеквотског језика, који припада источној групи алгонквинских језика. 
Почетком 17. века били су најмоћнији народ јужне Нове Енглеске. Након Пеквотског рата и масакра на реци Мистик, Пеквоти су били скоро потпуно истребљени. Део преживелих су 1655. енглеске колонијалне власти населиле на две локације у источном Конектикату. Неколико година касније створена су два пеквотска резервата: резерват Машантакет (за западне Пеквоте) 1666. и резерват Покатак (за источне Пеквоте) 1683.
Потомци Пеквота су почетком 21. века организовани као 2 племена: Машантакет Пеквот племе Конектиката, које је федерално признато 1983. и Племенска нација Источни Пеквот, које је федерално признато јуна 2002. године, али је након лобирања државе Конектикат то признање опозвано. Министарство унутрашњих послова САД је опозвало федерално признање 2005, након провере коју је спровела БИА (Биро за Индијанска Питања). То је био један од првих примера од 1970-их, да је федерално признање неког индијанског племена поништено. Према попису из 2010. у САД је живело 1.087 Пеквота (када се укључе особе мешаног порекла 3.040).

## Историја

### Порекло
Према свештенику Вилијаму Хабарду, Пеквоти су у област источног Конектиката дошли са горњег тока реке Хадсон у 16. веку, неколико деценија пре оснивања енглеске колоније Плимут. Он је ову теорију објавио у свом делу „Приповести о невољама са Индијанцима Нове Енглеске” 1677. Велики део археолошких, лингвистичких и других доказа, који су данас расположиви, сведоче да Пеквоти нису били скорашњи досељеници у долину реке Конектикат већ аутохтони народ, који је на том простору био присутан хиљадама година.

### Први контакт са Европљанима
У време оснивања енглеских колонија Плимут и Масачусетс Беј, Пеквоти су већ постали доминантна политичка, војна и економска сила у централном и источном Конектикату. Они су насељавали приобално подручје између народа Ниантик, на реци Ниантик, у данашњем Конектикату на западу и реке Векапог и народа Нарагансет у западном Род Ајленду на истоку. Око 16.000 Пеквота је живело у најгушће насељеном делу јужне Нове Енглеске. Епидемија богиња 1616-19 је довела до смрти великог броја домородаца са источне обале данашње Нове Енглеске, али није допрла до Пеквота, Ниантика и Нарагансета. 
Око 1610. холандски трговци из Нове Низоземске су почели да истражују јужну обалу Нове Енглеске, након чега су започели трговину са Пеквотима и осталим домороцима око доњег тока реке Конектикат. Након инцидента из 1622. када је холандски трговац држао као таоца пеквотског сахема све до тренутка када је изнудио 140 фатома (око 252 метара) вампума. Пеквоти су трговали само са Холанђанином Питером Баренцом, који је говорио њихов језик и у кога су имали поверења. Холанђани су 1633. основали трговинску станицу под називом Кућа Добре Наде у данашњем Хартфорду. Холанђани су заробили и погубили пеквотског сахема Татобема због кршења споразума, којим је било забрањено међусобно убијање домородаца у близини Куће Добре Наде. Након што су Пеквоти платили Холанђанима велики откуп, они су вратили Татобемово тело. 
Епидемија која је почела 1633. и проширила се до Конектиката 1634-1635 је довела до смрти великог дела домородачког становништва. Историчари процењују да је 80% пеквотског становништва умрло у епидемији. На почетку Пеквотског рата, било је само око 3.000 преживелих Пеквота.

### Пеквотски рат
Дугогодишње напетости у односима између енглеских Пуританаца из колонија Конектикат и Масачусетс Беј и Пеквота довеле су 1636. до избијања рата. До заоштравања односа дошло је 1634. када су пеквотски вазали Западни Ниантици убили енглеског трговца Џона Стоуна и 7 чланова његове посаде. Пеквоти су његово убиство објаснили као освету за претходно убиство пеквотског сахема Татобема, које су извршили Холанђани, а Стоун и његова посада су убијени, јер су Пеквоти мислили да су они Холанђани. Након убиства другог енглеског трговца Џона Олдама у јулу 1636, који је убијен у близини острва Блок Ајленд, а кога су убили нарагансетски вазали Источни Ниантици, дошло је до напада Енглеза на Пеквоте, чиме је започео Пеквотски рат. Енглези су напали Пеквоте, јер су они дали уточиште убицама Џона Олдама. Након избијања рата Мохиганци и Нарагансети су ушли у рат на страни Енглеза. 
У знак одмазде за напад на своје село Пеквоти су опсели енглеску тврђаву Сејбрук. Следеће године у мају 1637. удружене снаге енглеских колониста (из градова Хартфорд, Ведерсфилд и Виндзор) и домородачких савезника Мохиганаца и Нарагансета напале су и уништиле пеквотску тврђаву Мистик. У нападу је убијено око 500 Пеквота, већином жена, деце и стараца, а преживело је само 7 који су заробљени и 7 који су успели да побегну.
Пеквоти су затим напустили своја насеља у страху од нових напада и поделили су се у мање групе. Последња значајна битка се десила 13. јула у мочвари која се данас зове мочвара Пеквот, она је истовремено и једина битка у рату у којој су Пеквоти користили ватрено оружје. Неколико сати пре него што су Енглези дошли до мочваре, сахем Сасакус са још 6 сахема, неколико жена и 20 ратника је побегао на север на територију Мохока, где су тражили њихову помоћ у борби против Енглеза. Крајем јула 1637. изненада група ратника Мохока и Мохиганаца је напала њихове вигваме и убила сахема Сасакуса.
Пеквотски рат је формално завршен потписивањем Хартфордског споразума 21. септембра 1638. Према споразуму преживели Пеквоти су подељени између Мохиганаца и Нарагансета и забрањено им је да се називају Пеквоти. Пеквотима је споразумом забрањено да се икада више врате на своју земљу.
Око 1.500 Пеквота је убијено у току рата. Остали су били заробљени и постали су робови или слуге. Неки су успели да побегну и да се придруже Мохоцима или Ниантицима на Лонг Ајленду. На крају, неки Пеквоти су се вратили на своју традиционалну земљу, где су неки пеквотски родови „пријатељски” (према Енглезима) успели да опстану. Већина заробљених је додељена савезничким народима Мохиганцима и Нарагансетима, али су многи продати у ропство на острву Бермуда. Мохиганци су приморавали Пеквоте да до изнемоглости раде на изради вампума, како би Мохиганци могли да плате казну због пружања уточишта Пеквотима, због чега су им их власти колоније Конектикат 1655. одузеле и населиле их на две одвојене локације у источном Конектикату. Сви народи који су пружали уточиште Пеквотима су ималу обавезу плаћања казне Енглезима, чак иако су те Пеквоте њима доделили Енглези.
Конектикат је успоставио два резервата за Пеквоте 1666. и 1683. године, у којима су били насељени Пеквоти одузети Мохиганцима: резерват Источних Пеквота или Покатак Пеквота у Норт Стонингтону и резерват Западних Пеквота или Машантакет Пеквота у Ледјарду. Иако је временом земља два племена знатно смањена, те две групе су успеле сачувају своју земљу и одрже континуитет заједнице.

### Модерна историја
Према попису из 1910. године, Пеквота је било 66. 
Број Пеквота је од тада значајно порастао, нарочито Машантакет Пеквота и највише у 1970-им и 1980-им. Ричард А. Хејворд племенски председник племена Машантакет Пеквота је подстицао своје саплеменике да се врате у своју домовину. Он је радио на томе да племе буде федерално признато и након признања на стабилном економском развоју резервата.

### Примарни извори
- Gardiner, Lion. Leift Lion Gardener his Relation of the Pequot Warres (Boston: (First Printing) Massachusetts Historical Society Collections, 1833).
- Hubbard, William. The History of the Indian Wars in New England 2 vols. (Boston: Samuel G. Drake, 1845).
- Johnson, Edward. Wonder-Working Providence of Sion's Saviour in New England by Captain Edward Johnson of Woburn, Massachusetts Bay. With an historical introduction and an index by William Frederick Poole (Andover, MA: W. F. Draper, (London: 1654) 1867.
- Mason, John. A Brief History of the Pequot War: Especially of the Memorable taking of their Fort at Mistick in Connecticut in 1637/Written by Major John Mason, a principal actor therein, as then chief captain and commander of Connecticut forces; With an introduction and some explanatory notes by the Reverend Mr. Thomas Prince (Boston: Printed & sold by. S. Kneeland & T. Green in Queen Street, 1736).
- Mather, Increase. A Relation of the Troubles which have Hapned in New-England, by Reason of the Indians There, from the Year 1614 to the Year 1675 (New York: Arno Press, (1676) 1972).
- Orr, Charles ed., History of the Pequot War: The Contemporary Accounts of Mason, Underhill, Vincent, and Gardiner (Cleveland, 1897).
- Underhill, John. Nevves from America; or, A New and Experimentall Discoverie of New England: Containing, a True Relation of their War-like Proceedings these two yeares last past, with a figure of the Indian fort, or Palizado. Also a discovery of these places, that as yet have very few or no inhabitants which would yeeld speciall accommodation to such as will plant there . . . By Captaine Iohn Underhill, a commander in the warres there (London: Printed by I. D(awson) for Peter Cole, and are to be sold at the signe of the Glove in Corne-hill neere the Royall Exchange, 1638).
- Vincent, Philip. A True Relation of the late Battell fought in New England, between the English, and the Salvages: VVith the present state of things there (London: Printed by M(armaduke) P(arsons) for Nathanael Butter, and Iohn Bellamie, 1637).

### Секундарни извор
- Boissevain, Ethel. "Whatever Became of the New England Indians Shipped to Bermuda to be Sold as Slaves," Man in the Northwest 11 (Spring 1981). pp. 103–114.
- Bradstreet, Howard. The Story of the War with the Pequots, Retold (New Haven, CT: Yale University Press, 1933).
- Cave, Alfred A. "The Pequot Invasion of Southern New England: A Reassessment of the Evidence," New England Quarterly 62 (1989): 27-44.
- ______. The Pequot War (Amherst: University of Massachusetts Press, 1996).
- Cook, Sherburne F. "The Significance of Disease in the Extinction of the New England Indians," Human Biology 45 (1973): 485-508.
- Hauptman, Laurence M. and James D. Wherry, eds. The Pequots in Southern New England: The Fall and Rise of an American Indian Nation (Norman: University of Oklahoma Press, 1993).
- Kupperman, Karen O. Providence Island, 1630-1641: The Other Puritan Colony (Cambridge, MA: Harvard University Press, 1993).
- McBride, Kevin. "The Historical Archaeology of the Mashantucket Pequots, 1637-1900," in Laurence M. Hauptman and James Wherry, eds. Pequots in Southern New England: The Fall and Rise of an American Indian Nation (Norman: University of Oklahoma Press, 1993). pp. 96–116.
- ______. Prehistory of the Lower Connecticut Valley (Ph.D. diss., University of Connecticut, 1984).
- Means, Carrol Alton. "Mohegan-Pequot Relationships, as Indicated by the Events Leading to the Pequot Massacre of 1637 and Subsequent Claims in the Mohegan Land Controversy," Archaeological Society of Connecticut Bulletin 21 (1947): 26-33.
- Michelson, Truman D. "Notes on Algonquian Language," International Journal of American Linguistics 1 (1917): 56-57.
- Richter, Daniel K. Facing East from Indian Country: A Native History of Early America (Cambridge, MA: Harvard University Press, 2001).
- Rouse, Irving. "Ceramic Traditions and Sequences in Connecticut," Archaeological Society of Connecticut Bulletin 21 (1947).
- Oberg, Michael. Uncas: First of the Mohegans (Ithaca, NY:Cornell University Press, 2003).
- Simmons, William S. Spirit of the New England Tribes: Indian History and Folklore, 1620-1984 (Dartmouth, NH: University Press of New England, 1986).
- Snow, Dean R. and Kim M. Lamphear. "European Contact and Indian Depopulation in the Northeast: The Timing of the First Epidemics," Ethnohistory 35 (1988): 16-38.
- Spiero, Arthur E., and Bruce E. Speiss. "New England Pandemic of 1616-1622: Cause and Archaeological Implication," Man in the Northeast 35 (1987): 71-83.
- Vaughan, Alden T. "Pequots and Puritans: The Causes of the War of 1637," William and Mary Quarterly 3rd Ser., Vol. 21, No. 2 (Apr., 1964). pp. 256–269; also republished in Roots of American Racism: Essays on the Colonial Experience (New York: Oxford University Press, 1995).
- _______. New England Frontier: Puritans and Indians 1620-1675 (New York: W.W. Norton & Co., 1980) (Norman: University of Oklahoma Press, 1995 Reprint).